# Серов, Николай Васильевич
Никола́й Васи́льевич Серо́в (17 февраля 1924 — 5 сентября 1944) — младший лейтенант Рабоче-крестьянской Красной Армии, участник Великой Отечественной войны, Герой Советского Союза (1945).

## Биография
Николай Серов родился 17 февраля 1924 года в селе Мишутино (ныне — Бабаевский район Вологодской области). В 1941 году он окончил семь классов Бабаевской школы № 1. В начале войны участвовал в строительстве оборонительных сооружений, затем работал в локомотивном депо станции Бабаево, в райвоенкомате. Член ВЛКСМ.

## Великая Отечественная война
В августе 1942 года Серов был призван на службу в Рабоче-крестьянскую Красную Армию Бабаевским РВК. Ускоренным курсом окончил Лепельское пехотное училище Красных командиров, переведённое в Череповец ещё в мае 1941 года. С марта 1944 года — на фронтах Великой Отечественной войны.
Приказом № 45/н от 18 августа 1944 года по 159-й стрелковой дивизии награждён орденом Красной Звезды за уничтожении двух огневых точек при форсировании реки Неман.
19 июня 1944 года был ранен в бою.
К августу 1944 года младший лейтенант Николай Серов командовал стрелковым взводом 491-го стрелкового полка 159-й стрелковой дивизии 45-го стрелкового корпуса 5-й армии 3-го Белорусского фронта. Отличился во время Белорусской операции. 16 августа 1944 года взвод Серова принимал активное участие в прорыве немецкой обороны под городом Кудиркос-Науместис. В критический момент боя Серов заменил собой выбывшего из строя командира роты и отразил две немецкие контратаки, осуществляемые 13 танками противника. Вечером того же дня его рота разгромила обоз противника. В ночь с 16 на 17 августа 1944 года взвод Серова переправился через реку Шешупе и захватил важную высоту на её восточно-прусском берегу, отразив большое количество немецких контратак.
5 сентября 1944 года в бою Серов получил тяжёлые ранения, от которых скончался в тот же день. Первоначально был похоронен близ местечка Лобержупе Литовской ССР. Позднее перезахоронен в Кудиркос-Науместисе.

## Награды
Указом Президиума Верховного Совета СССР от 24 марта 1945 года за «мужество и героизм, проявленные в борьбе с немецкими захватчиками», младший лейтенант Николай Серов посмертно был удостоен высокого звания Героя Советского Союза. Также был награждён орденами Ленина и Красной Звезды.

## Память
В честь Серова названа улица в Бабаево и рыболовецкий траулер в Калининграде.